# 토로스땅다람쥐
토로스땅다람쥐(Spermophilus taurensis)는 다람쥐과에 속하는 설치류의 일종이다. 터키 토로스산맥의 토착종이다. 2007년에 소아시아땅다람쥐(S. xanthoprymnus)로 분리하여 별도 종으로 인식했다.